# A legnanói csata
A legnanói csata (olaszul La battaglia di Legnano) Giuseppe Verdi egyik háromfelvonásos operája. Szövegkönyvét Salvadore Cammarano írta Joseph Méry La Battaille de Toulouse című színműve alapján. Az operát első alkalommal 1849. január 27-én mutatták be a római Teatro Argentinában.

## Szereplők
| Szereplő | Hangfekvés   |
| --- | ------------ |
| Federico Barbarossa, német-római császár                                                                                   | basszus      |
| Milánói első konzul | basszus      |
| Milánói második konzul | basszus      |
| Como polgármestere | basszus      |
| Rolando, milánói herceg | bariton      |
| Lida, a hitvese | szoprán      |
| Arrigo, veronai harcos | tenor        |
| Marcovaldi, német fogoly                                                                                                   | bariton      |
| Imelda, Lida szolgálólánya                                                                                                 | mezzoszoprán |
| Hírnök | tenor        |
| Arrigo apródja | tenor        |
| Halállovagok, városatyák és hercegek Comóból, Lida szolgálólányai, milánói nép, milánói szenátorok, harcosok, német sereg. |              |

## Cselekménye
Helyszín: Milánó és Como
Idő: 1176
Milánó városában katonák és polgárok gyülekeznek, hogy a Barbarossa császár által vezetett német sereg ellen harcoljanak, Itália egységéért. Eközben a milánói Rolando találkozik a halottnak hitt barátjával, a veronai Arrigóval. Korábbi nézeteltéréseik ellenére (Arrigo hajdani hitvese Rolando felesége lett) barátok maradtak. Együtt toboroznak katonákat Comóban, a milánóiak megsegítésére. Mivel magánéletében nincs kilátás, Arrigo csatlakozik a győzelem vagy pusztulás jelszóval szerveződő titkos társasághoz, amely Itália egységéért harcol. A csatában a lombardok legyőzik Barbarossa csapatait, de Arrigo halálos sebet kap és meghal, de előbb véglegesen megbékél Rolandóval és Lidával.

## Híres áriák, kórusművek
- La pia materna mano - Arrigo áriája (első felvonás)
- Giuramento - kórus (első felvonás)
- Ah m'abbraccia d'esultanza - Rolando áriája (első felvonás)
- A frenarti o cor nel petto - Lida  áriája (első felvonás)
- Quante volte come un dono - Lida áriája (első felvonás)
- Ah scellerate alme d'inferno - Rolando áriája (harmadik felvonás)
- Se al nuovo dì pugnando - Rolando áriája (harmadik felvonás)
- Ah se di Arrigo e Rolando - Lida áriája (negyedik felvonás)